# Daniel Jones (futebolista)
Daniel Jeffrey Jones (Dudley, 23 de dezembro de 1986) é um futebolista inglês. Jogou em diversos clubes, como no Notts County em 2009 e em 2014 estava contratado pelo Chesterfield.